# Eduard Mautner

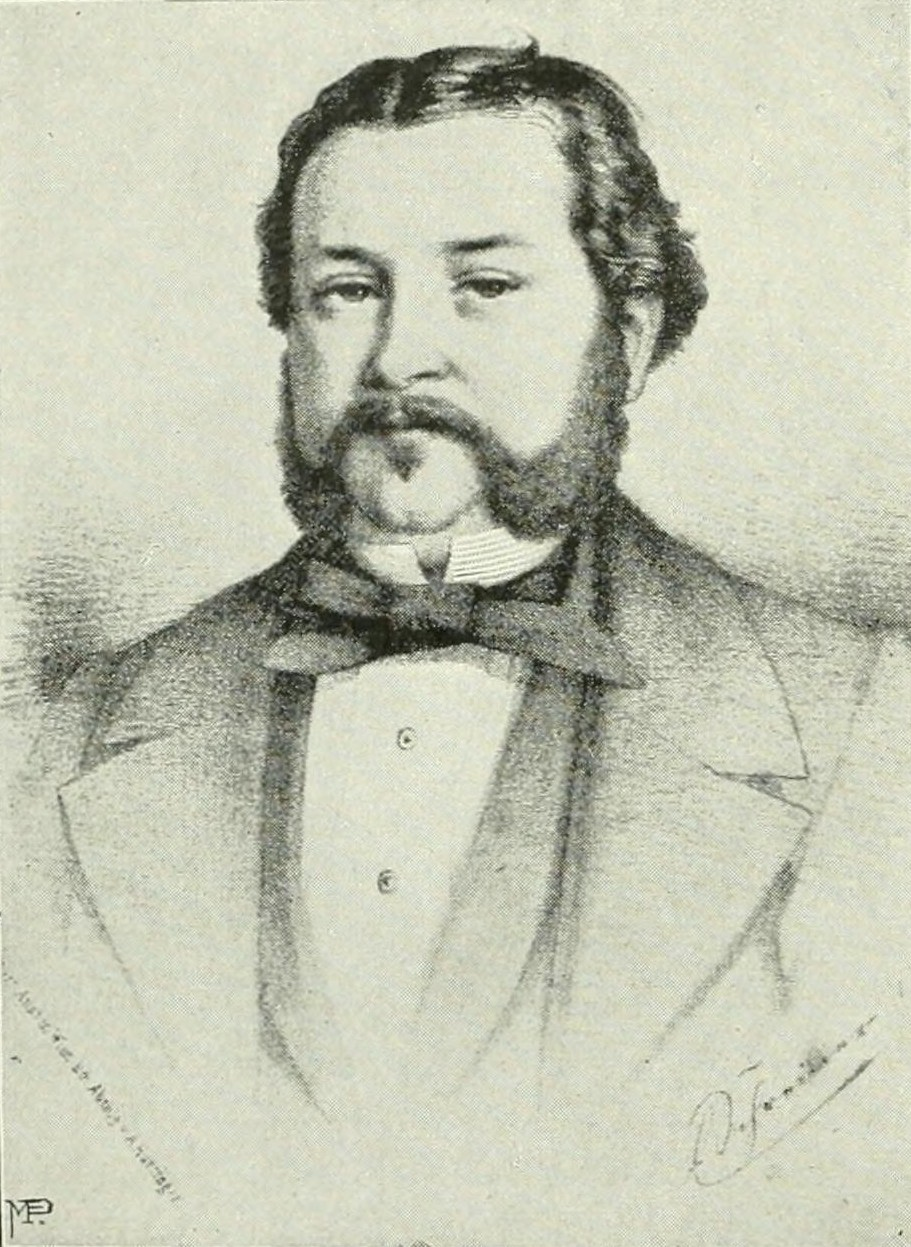
Eduard Mautner

Eduard Mautner (* 13. November 1824 in Pest; † 2. Juli 1889 in Baden (Niederösterreich)) war ein österreichischer Journalist, Übersetzer, Theaterkritiker und Schriftsteller (Lyrik, Komödien).

## Leben und Wirken
Mautner war der Sohn eines Kaufmanns. Nach dem Tod seines Vaters zog er mit der Mutter nach Wien und besuchte das Gymnasium. Er studierte ab 1843 in Prag und danach in Wien Philosophie, Jura und Medizin und ab 1844 an der Universität Leipzig Philosophie, wandte sich dort aber der Schriftstellerei und dem Journalismus zu. In Prag hatte er Verbindung zu Moritz Hartmann und Alfred Meißner, die ihn prägten. Ab 1847 war er wieder in Wien, begleitete die Revolution von 1848 als Journalist und war Theaterkritiker und Feuilleton-Mitarbeiter verschiedener Tageszeitungen. 1853/54 unternahm er eine Reise nach Deutschland, Belgien, Frankreich und England, wozu er Reiseskizzen veröffentlichte.
Er war auch Theaterautor und hatte 1851 Erfolg mit seinem Preislustspiel, das am k.k. Hof-Burgtheater aufgeführt wurde (es errang den zweiten Platz bei einem vom Hof-Burgtheater ausgeschriebenen Komödienwettbewerbs). In seinem auch in Deutschland gespielten Stück Églantine feierte 1865 Charlotte Wolter (1834–1897) Erfolge. Er übersetzte auch französische und englische Dichtung, unter anderem das Gedicht Der Rabe von Edgar Allan Poe.
1855 bis 1864 war er Angestellter bei der Generaldirektion der französischen Staatsbahnen. Ab 1865 war er als Hilfskraft an der Wiener Hofbibliothek angestellt und danach Beamter im literarischen Büro des Wiener Außenministeriums.
Um sein seit Jahren bestehendes Herzleiden (Perikarditis) zu lindern, war Mautner ca. vier Wochen vor seinem Ableben nach Baden bei Wien übersiedelt. Am 2. Juli 1889 erlag er im Wohnhaus Braitnerstraße 10 einem Lungeninfarkt; er wurde am 4. Juli 1889 auf dem Stadtfriedhof von Baden zur letzten Ruhe bestattet.

## Werke (Auszug)
- Gedichte, Leipzig 1847, 2. Aufl. 1858
- Kleine Erzählungen, 1858
- Gegen Napoleon. In Catilinam. Ein Kranz geharnischter Sonette, 1859
- Ausgewählte Gedichte, 1889

Theaterstücke:
- Das Preislustspiel, 1851
- Gräfin Aurora, 1852
- Églantine, 1863
- Während der Börse, 1863
- Eine Frau, die an der Börse spielt 1863
- Ein Courier
- Ein photographisches Album
- Die Sanduhr, 1871
- Eine Mutter vor Gericht, 1872
- Eine Kriegslist, 1878.

Artikel:
- Wiener Wochen-Reflexe. In: Wiener Salonblatt, Nr. 47/1875 (VI. Jahrgang), 10. November 1975, S. 8 ff. (online bei ANNO).